# 東京都道129号東村山東久留米線
東京都道129号東村山東久留米線（とうきょうとどう129ごう ひがしむらやまひがしくるめせん）は東京都東村山市と東久留米市を結ぶ一般都道である。
都道ではあるが、起点付近と滝山団地西 - 滝山団地中央 - 滝山団地北の区間を除いては住宅地や雑木林の間を抜ける狭隘な道路である。また、恩多辻バス停付近（東村山市恩多町三丁目）→ 丸山橋付近（東村山市恩多町三丁目） の区間は、起点方向への一方通行区間になっており、起点から終点方向へ自動車での走破はできない。
バイパス区間と並行する東久留米市内の一部区間が2022年3月31日付で都道として廃止となり、2022年4月1日時点において起点から終点までの一部区間で都道としては途切れている。

## 起点・終点
- 起点 東村山市郵便局前交差点[4]（東京都道16号立川所沢線（重複:東京都道17号所沢府中線）交点）
- 終点 東久留米市下里 2丁目付近[5]（東京都道4号東京所沢線交点）

（一部区間の途絶あり 東村山市と東久留米市の旧道境界点およびバイパス境界点）

## 交通状況
平成22年（2010年）度時点での、道路交通センサスによる東村山東久留米線の交通データは以下のとおりである。
- 大型車：42台、小型車：756台、自転車類：277台、歩行者類：83人（いずれも12時間計）。
- 車道部：8.00m、歩道部：1.20m、車線数：2。

（観測地点：東久留米市柳窪四丁目11番）

## 通称
- 滝山通り：滝山団地西交差点 - 滝山団地中央交差点[9]
- 新小金井街道：滝山団地中央交差点[9] - 滝山団地北交差点[10]
- 新所沢街道：滝山団地北交差点[10] - 100mほど[11]

## 重複する道路
- 東京都道15号府中清瀬線パイパス：滝山団地中央[9] - 滝山団地北[10]
- 東京都道4号東京所沢線パイパス（新所沢街道暫定区間）：滝山団地北[10] - 100mほど[11]

## バイパス
- 東村山3・4・5号線[12]（都市計画道路）：滝山団地西[13] - ( 西団地南[14] ) - 東村山市・東久留米市市境[7]

当該区間は2021年（令和3年）9月30日付で都道129号東村山東久留米線として供用開始

## 廃止区間
- 東久留米市柳窪4丁目473番6地先から滝山5丁目27番5地先まで（2022年3月31日付[16]）

（東村山市・東久留米市 市境地点 - 滝山団地西）
当該区間は2022年4月1日付で東久留米市市道に移管（市道235号線及び市道236号線）

## 地理

### 通過する自治体
- 東村山市
- 東久留米市

## 交差する主な道路
- 東京都道16号立川所沢線（府中街道）：便局前交差点[4]
- 東京都道226号東村山清瀬線：恩多町三丁目付近[17]（226号線廃止区間内の恩多辻交差点[18]との交差もあり）
- 東京都道15号府中清瀬線パイパス（新小金井街道）：滝山団地中央交差点[9] - 滝山団地北交差点[10]（この間重複区間）
- 東京都道4号東京所沢線パイパス（新所沢街道暫定区間）：滝山団地北交差点[10]
- 東京都道4号東京所沢線（所沢街道）：名称無し交差点（下里2丁目付近[5]）

## 交差する河川
- 黒目川（来梅橋）
- 野火止用水
- 空堀川